# Rosalie Wagner

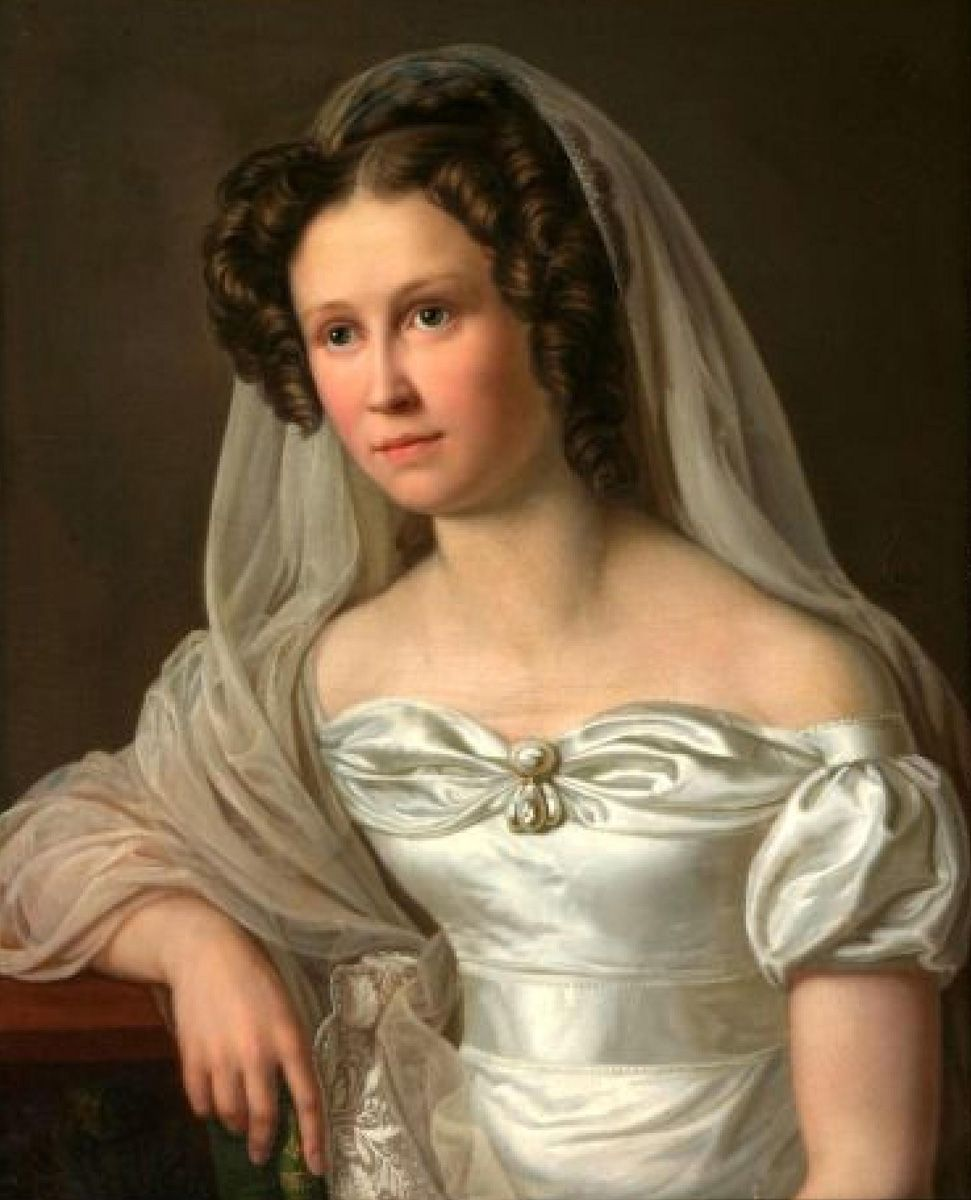
Rosalie Wagner
im Alter von 23 Jahren

Rosalie Wagner, verehelichte Marbach (* 4. März 1803 in Leipzig; † 12. Oktober 1837 ebenda), war die älteste Schwester Richard Wagners und eine in ihrer Zeit bekannte und gefeierte Theaterschauspielerin. 

## Leben

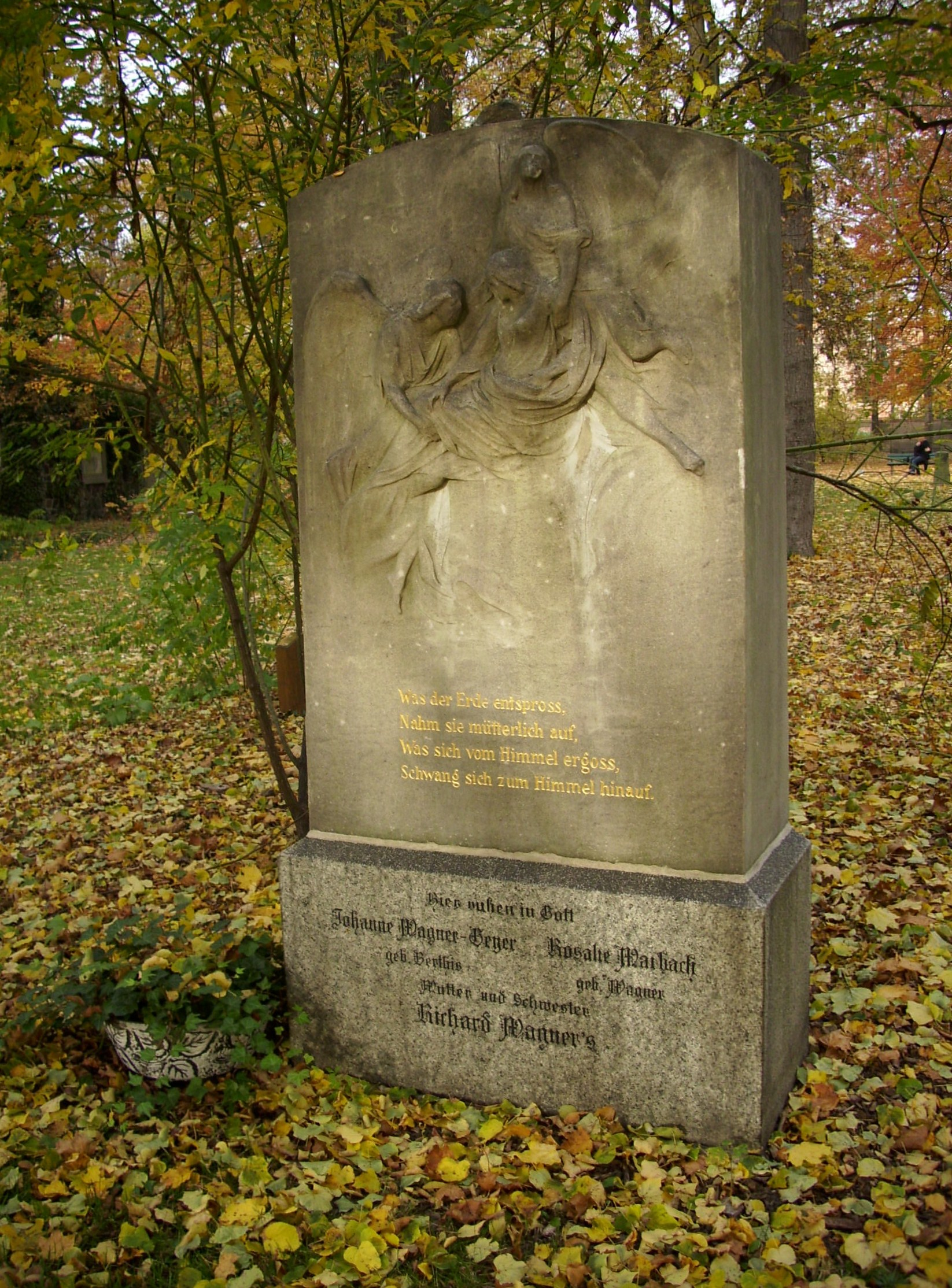
Gedenkstein für Johanne Wagner-Geyer und Tochter Rosalie Marbach, geb. Wagner, Alter Johannisfriedhof Leipzig

Rosalie wurde als älteste Tochter beziehungsweise als drittes von insgesamt neun Kindern des Ehepaares Friedrich (1770–1813) und Johanna Rosine Wagner, geborene Pätz (1774–1848), im Leipziger Haus „Zum roten und weißen Löwen“, Brühl 3, geboren.
Ihr Vater, der gebildete und ehrgeizige Polizeiaktuar Friedrich Wagner, sprach gut französisch und fungierte deswegen während der französischen Okkupation Leipzigs im Jahr 1813 als Verbindungsmann zwischen dem Magistrat der Stadt und der Besatzungsmacht. Er verstarb als Opfer der Typhusepidemie, die kurz nach der Völkerschlacht in Leipzig ausgebrochen war. Seine Frau Johanna Rosine war die Tochter eines Bäckermeisters aus Weißenfels, der mit seiner Tochter brach, nachdem diese 1790 als Geliebte des Prinzen Konstantin (1758–1793), Bruder des Weimarer Herzogs Karl August, nach Leipzig aufbrach. Nach dem Tode ihres Mannes Friedrich heiratete die Witwe bald darauf den engen Freund der Familie, möglicherweise ihren damaligen Geliebten, den Maler und Schauspieler Ludwig Geyer (1779–1821), der im Jahr 1814 ein Engagement als Charakterdarsteller in Dresden erhielt.
Aus diesem Grund siedelte Johanna Rosine mit ihren sieben Kindern nach Dresden über. Hier lernten die Wagnerkinder, unter Anleitung ihres Stiefvaters, erstmals die Welt des Theaters kennen und am 2. März 1818 gab Rosalie an der Dresdner Hofbühne ihr Debüt als Theaterschauspielerin. Bereits 1820 wurde die junge Aktrice zur Dresdner Hofschauspielerin ernannt.
Rosalie folgte nach dem Tode Geyers (1821) ihrer Mutter und ihren jüngeren Geschwister nicht nach Leipzig. Die Achtzehnjährige blieb – um ihre Familie finanziell zu unterstützen – in Dresden, spielte an verschiedenen Bühnen Volksstücke, aber auch anspruchsvolle Rollen wie die Emilia Galotti oder die Luise Millerin. Von Dezember 1826 bis 1828 feierte „Demoiselle Wagner“ als jugendliche Liebhaberin große Erfolge in Prag, wohin ihr Mutter und Schwester gefolgt waren, während Richard Wagner in Dresden blieb. 1829 gab sie kurze Gastspiele in Hamburg, Darmstadt und Kassel.
Im Sommer 1829 kehrte Rosalie auf Drängen ihrer Familie nach Leipzig zurück. Sie sprach am 2. August in dem von August Wilhelm Schlegel übersetzten Shakespeare-Stück Julius Cäsar den Prolog. Wenig später konnte sie    
das Leipziger Publikum in der Rolle der Sophie in dem Iffland-Stück Die Aussteuer begeistern. Der Höhepunkt ihrer kurzen schauspielerischen  Karriere war allerdings die Rolle des Gretchens in der ersten Leipziger Inszenierung des Faust, die am 28. August 1829 anlässlich Goethes 80. Geburtstag uraufgeführt wurde. Richard Wagner war von der Leistung seiner verehrten Schwester so begeistert, dass er 1832 eine Folge von Kompositionen zu Goethes Faust schuf. Ebenso zollte ihr der Demokrat und bekannte Theaterkritiker Heinrich Laube (1806–1884) Respekt und Anerkennung.
Rosalie Wagner heiratete 1836 den Schriftsteller Oswald Marbach (1810–1890). Sie starb fünf Tage nach der Geburt ihrer Tochter Margarete Johanna Rosalie (* 7. Oktober 1837; † 1910) am 12. Oktober 1837 an den Folgen eines Kreislaufkollapses und fand ihre letzte Ruhestätte auf dem Leipziger Alten Johannisfriedhof, wo heute noch ein Gedenkstein an sie und ihre ebenfalls dort begrabene Mutter erinnert.